# Distickstoffmonoxid
Distickstoffmonoxid, allgemein bekannt unter dem Trivialnamen Lachgas, ist eine chemische Verbindung mit der Summenformel N2O. Bei Raumtemperatur ist es ein farbloses, nicht brennbares Gas. Es ist geruchlos und geschmacklos; teilweise wird jedoch über einen leicht süßlichen Geschmack beim Einatmen berichtet. Bei höheren Temperaturen ist Distickstoffmonoxid ein starkes Oxidationsmittel. In der medizinischen Literatur wird Distickstoffmonoxid auch als Stickoxydul oder Stickoxidul bezeichnet.
Distickstoffmonoxid ist ein Spurengas, dessen Konzentration in der Erdatmosphäre seit Beginn des 19. Jahrhunderts stark zugenommen hat. Als Treibhausgas trägt Distickstoffmonoxid zur globalen Erwärmung sowie zum Ozonabbau in der Stratosphäre bei. Ein großer Teil der vom Menschen verursachten Distickstoffmonoxidemissionen sind auf die Landwirtschaft zurückzuführen.
Als Oxidationsmittel wird es in Raketentreibstoffen und im Rennsport zur Leistungssteigerung von Motoren verwendet. Distickstoffmonoxid wird in der Medizin, insbesondere in der Geburtshilfe und Zahnmedizin, wegen seiner betäubenden und schmerzlindernden Wirkung eingesetzt. Es steht auf der Liste der unentbehrlichen Arzneimittel der Weltgesundheitsorganisation.

## Geschichte

### Entdeckung und Nutzung als Narkosegas

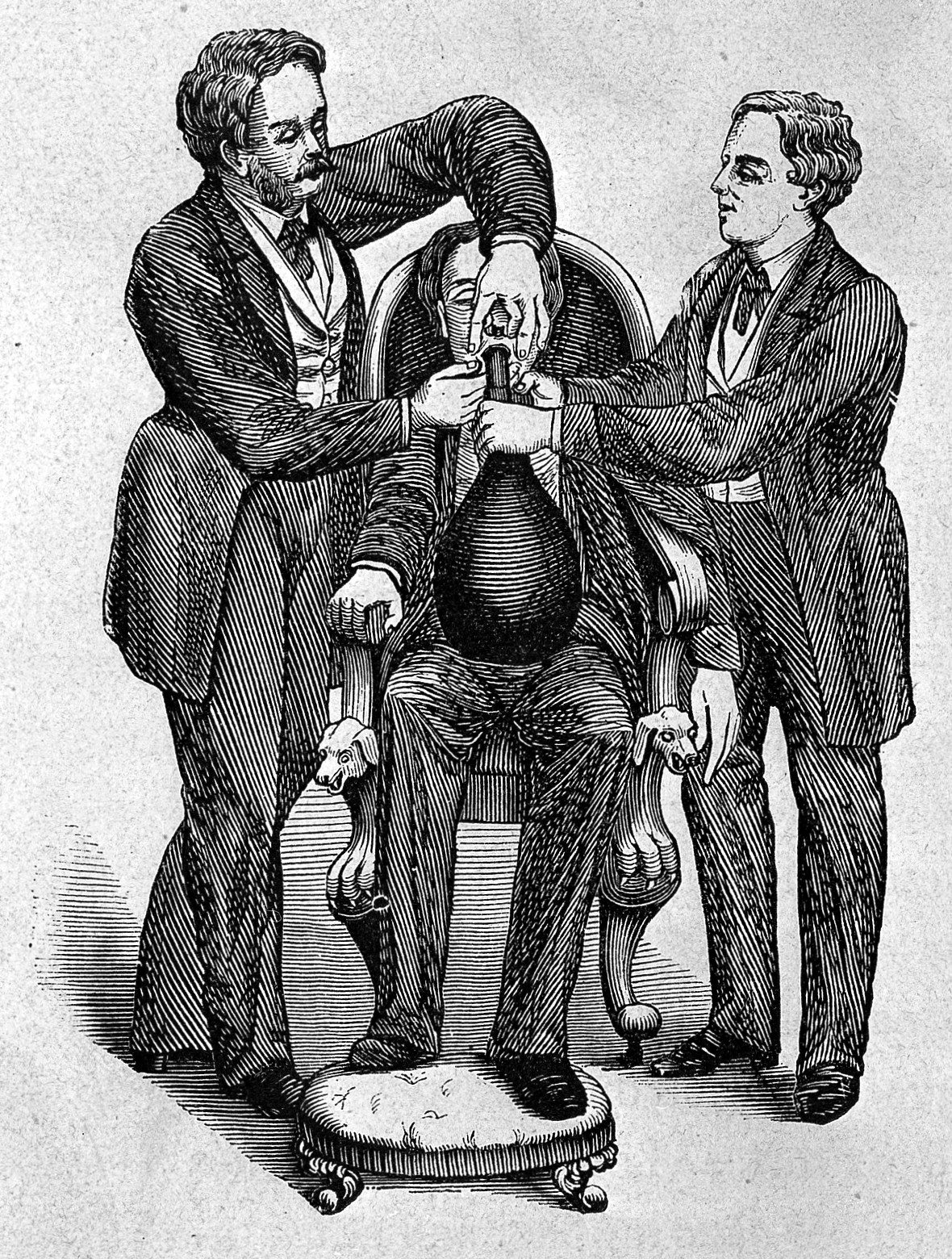
Verabreichung von Distickstoffmonoxid für eine Anästhesie

Distickstoffmonoxid wurde erstmals 1771 von dem englischen Pfarrer, Chemiker und Physiker Joseph Priestley rein dargestellt und beschrieben. Die Entdeckung der betäubenden und schmerzstillenden Wirkung geht auf den englischen Apotheker und späteren Chemiker Humphry Davy zurück, der um 1797 begann, die Wirkung von Stickstoffmonoxid durch Selbstversuche zu erforschen. Er setzte es zur Behandlung von Zahnschmerzen ein, veröffentlichte seine Erkenntnisse 1800 und schlug Distickstoffmonoxid auch zur Betäubung bei Operationen vor. Auch der Begriff „Lachgas“ wurde von Davy geprägt, basierend auf den Reaktionen von Versuchspersonen, denen er das Gas verabreichte. Die deutsche Bezeichnung als „Lachgas“ ist eine Übersetzung des englischen Wortes laughing gas.
Der erste Zahnarzt, der Distickstoffmonoxid als Narkosemittel verwendete, war Horace Wells in Hartford (Connecticut). Er setzte es ab 1844 erfolgreich bei Zahnextraktionen und Dentalbehandlungen ein, nachdem er dessen schmerzstillende Wirkung zufällig bei einer Vergnügungsanwendung am 10. Dezember 1844 beobachtet hatte. Dies war zu seiner Zeit in Europa und vor allem Nordamerika zunächst auf Jahrmärkten und auf „Lachgasparties“ junger Leute üblich. Am folgenden Tag ließ er sich selbst einen Zahn unter Distickstoffmonoxid-Narkose ziehen.
So schrieb Gardner Quincy Colton, der 1863 das nach dem Tod von Horace Wells zunächst als Anästhetikum außer Gebrauch gekommene Distickstoffmonoxid wieder eingeführt hatte, 1866:

“The laughing gas […] acts as an exhilarant, as by supplying an extra supply of oxygen to the lungs, the pulse is increased fifteen to twenty beats to the minute. The former agents carry the patients down towards the point of death: the latter up into increased life.”

„Das Lachgas […] wirkt wie ein Aufputschmittel, denn durch die zusätzliche Zufuhr von Sauerstoff in die Lungen wird der Puls um fünfzehn bis zwanzig Schläge pro Minute erhöht. Die ersteren Mittel führen die Patienten dem Tod entgegen, die letzteren dem Leben entgegen.“

Das am 10. Dezember 1844 in Hartford öffentlich zur Schau gestellte Distickstoffmonoxid wurde als „Exhilarating or Laughing Gas“ bezeichnet und den zu unterhaltenden Zuschauern plakativ angekündigt als Gas, das je nach Charakter der damit berauschten Probanden bei Inhalation Lachen, Singen, Tanzen, Reden oder Prügeln bewirken könne. Da Distickstoffmonoxid zu dieser Zeit noch in hoher Dosierung verabreicht werden musste, um Schmerzfreiheit zu erzielen, kam es nach wenigen Minuten zu lebensbedrohlichen Asphyxien. Daher konnte eine Distickstoffmonoxidnarkose nur bei kurzdauernden Eingriffen angewendet werden. Nach der vom Chicagoer Chirurgieprofessor Edmund Andrews (1824–1904) 1868 publizierten Empfehlung wurde Distickstoffmonoxid zur Erzielung einer wirkungsvollen sowie ausreichend hohen Konzentration in Kombination mit Sauerstoff als Anästhetikum bei klinischen Operationen eingesetzt. Erstmals so praktiziert wurde das ebenfalls von Andrews, der eine Kombination mit mindestens 20 % Sauerstoff empfahl und auch statistische Untersuchungen zur Sicherheit von Äther- und Chloroformnarkosen in jeweils etwa 100.000 Fällen durchführte. Andrews entwickelte auch eine Methode (Kompression) zur Verflüssigung von Distickstoffmonoxid, wodurch die Handhabung erleichtert wurde.

### Rolle als Spurengas
Zu Beginn der 1970er Jahre wurde erkannt, dass Distickstoffmonoxid eine bedeutende Rolle als Spurengas in der Erdatmosphäre spielt, das sowohl zum Abbau der Ozonschicht als auch zur Verstärkung des Treibhauseffekts beiträgt. Große Quellen wurde zunächst in den Ozeanen vermutet, während der relativ langsame photochemische Abbau in der Stratosphäre als einzige Senke bekannt war. Um das globale Budget zu erklären, wurde eine große, noch unbekannte troposphärische Senke angenommen. Die atmosphärische Lebensdauer wurde zunächst auf weniger als 20 Jahre geschätzt.

## Vorkommen

### Terrestrisch

Distickstoffmonoxidkonzentration in der Erdatmosphäre seit dem Jahr 1 (Eisbohrkernanalysen, Messungen am Kap Grim (Australien), NOAA, März 2017)

Distickstoffmonoxid wird in der Troposphäre nicht nennenswert abgebaut und in die Stratosphäre transportiert, wo es durch die Reaktion mit atomarem Sauerstoff zu einer Quelle von NOx-Radikalen wird, die in katalytischen Kreisläufen Ozon zerstören. Im Jahr 2018 lag seine Konzentration in der Atmosphäre bei 331 ppb und damit etwa 22 % über dem Wert des vorindustriellen Zeitalters. Die Konzentration von Distickstoffmonoxid im Meerwasser, wo es als Nebenprodukt der aeroben Nitrifikation und als Zwischenprodukt der anaeroben Denitrifikation entsteht, variiert erheblich mit der Jahreszeit und der geographischen Lage. So wurden in der Küstenlagune Al-Shabab an der Ostküste des Roten Meeres Mittelwerte der Distickstoffmonoxidkonzentration von 0,344 Mikromol pro Liter im Frühjahr gemessen, im Winter lagen die Mittelwerte bei 0,106 Mikromol pro Liter. In der Nordwestpassage des Arktischen Ozeans lag die Konzentration zwischen 11,5 und 21 Mikromol pro Liter.

### Extraterrestrische Vorkommen
Im Rahmen einer Studie wurden die Rotationsübergänge des Distickstoffmonoxids im interstellaren Raum mit dem 12-m-Teleskop des National Radio Astronomy Observatory radioastronomisch nachgewiesen. Die daraus abgeleitete Dichte im galaktischen Zentrum beträgt etwa ein milliardstel der Wasserstoffdichte. Distickstoffmonoxid spielt möglicherweise eine Rolle als Ausgangsstoff für die in Kometenschweifen nachgewiesenen Stickstoffkationen (N2+), da dessen photochemische Lebensdauer groß genug ist, um in den Kometenschweif zu gelangen. Durch photochemische Reaktionen in Sonnennähe würde Distickstoffmonoxid dort in ein Stickstoffkation und ein Sauerstoffanion zerfallen.

## Herstellung

### Labormaßstab

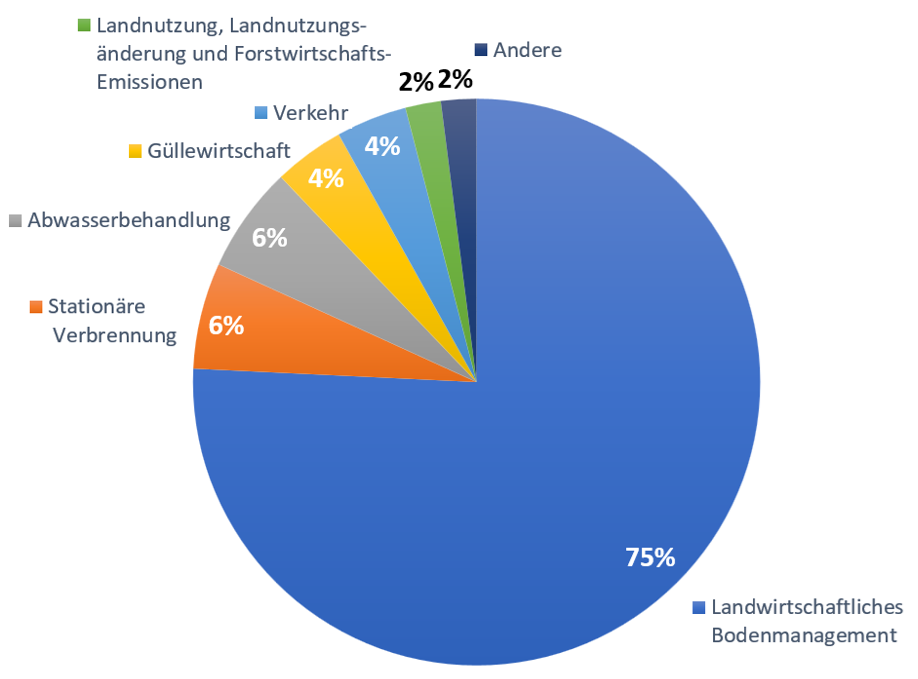
U.S. Distickstoffmonoxid-Emissionen nach Quellen (2015)

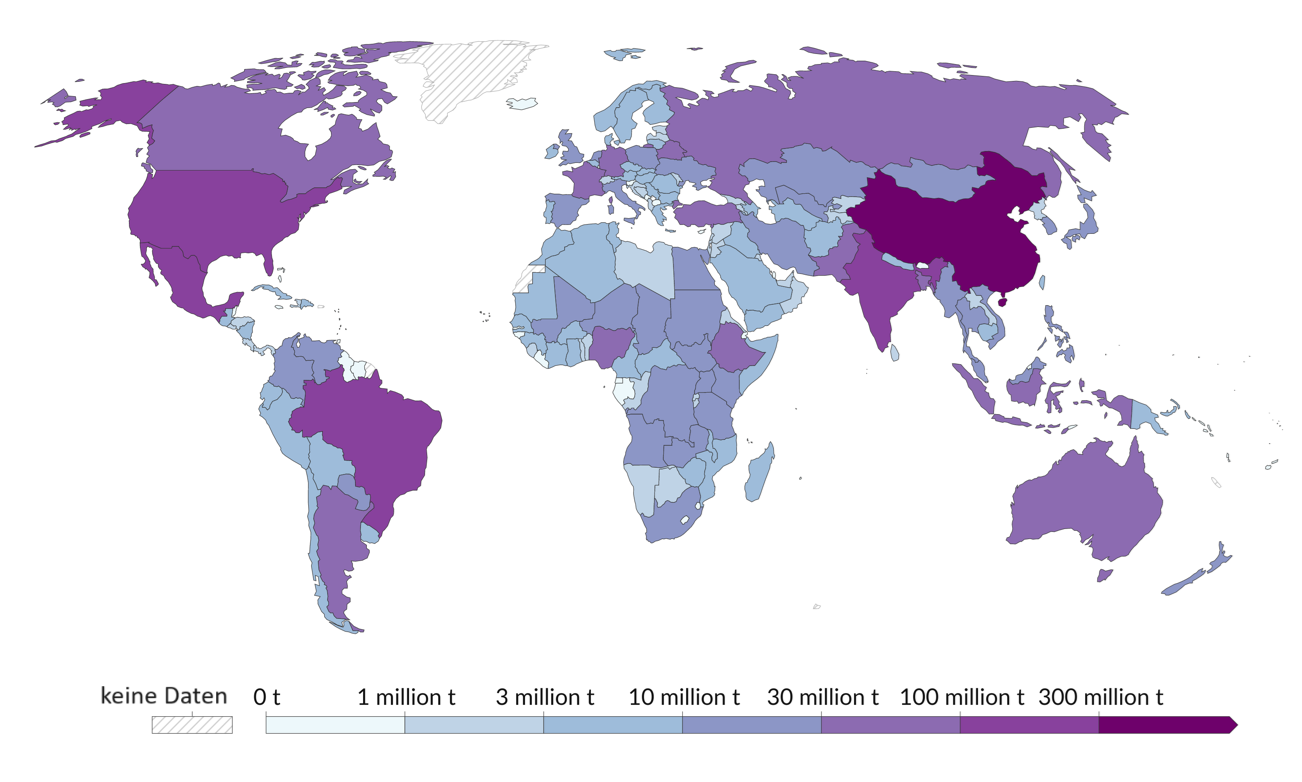
Globale Distickstoffmonoxidemissionen (2021)

Die Herstellung erfolgt in einer intramolekularen Redoxreaktion durch kontrollierte thermische Zersetzung von chloridfreiem Ammoniumnitrat
{\displaystyle \mathrm {NH_{4}NO_{3}\longrightarrow N_{2}O+2\ H_{2}O} }
oder in einer Redoxreaktion durch Erhitzen einer Mischung aus Ammoniumsulfat und Natriumnitrat.
{\displaystyle {\ce {2 NaNO3 + (NH4)2SO4 -> Na2SO4 + 2 N2O + 4 H2O}}}
Die Temperatur darf bei beiden Darstellungswegen jedoch nicht höher als 300 °C steigen, da es sonst zu einem explosiven Zerfall von Ammoniumnitrat kommen kann. Um dies zu vermeiden, kann Distickstoffmonoxid durch Reaktion von Harnstoff mit Salpetersäure und Schwefelsäure hergestellt werden. Als Nebenprodukte entstehen dabei Kohlenstoffdioxid, Ammoniumsulfat und Wasser.
{\displaystyle {\ce {2 (NH2)2CO + 2 HNO3 + H2SO4 -> 2 N2O + 2 CO2 + (NH4)2SO4 + 2 H2O}}}

### Industrielle Prozesse
Als Nebenprodukt fällt Distickstoffmonoxid bei der Herstellung von Salpetersäure, Caprolactam und Adipinsäure in erheblichen Mengen an. Beim SCR-Verfahren, einer Technik zur Reduktion von Stickoxiden in Abgasen von Feuerungs-, Müllverbrennungs- und anderen Industrieanlagen sowie in Gasturbinen und Verbrennungsmotoren, können Stickoxide mit Ammoniak zu Distickstoffmonoxid reagieren, etwa durch die Reaktion:
{\displaystyle \mathrm {8\ NO_{2}+6\ NH_{3}\longrightarrow 7\ N_{2}O\ +9\ H_{2}O} }

### Drei-Wege-Katalysator
Bei der Abgasnachbehandlung mittels Drei-Wege-Katalysator erfolgt die Bildung von Distickstoffmonoxid als Teilschritt bei der Reduktion von Stickoxiden zu elementarem Stickstoff. Sie erfolgt bevorzugt unter stöchiometrischen Bedingungen (λ = 1,00) bei Temperaturen von 250 bis 350 °C. Bei normalen Arbeitstemperaturen von etwa 450 °C des Drei-Wege-Katalysators ist die Bildung von Distickstoffmonoxid und allen anderen Schadstoffen jedoch minimal. Die Reaktion zu Distickstoffmonoxid geschieht über die Reaktion von Kohlenstoffmonoxid und Stickstoffmonoxid unter Bildung einer NCO-Spezies an der Katalysatoroberfläche.

### Bakterielle Nitrifikation

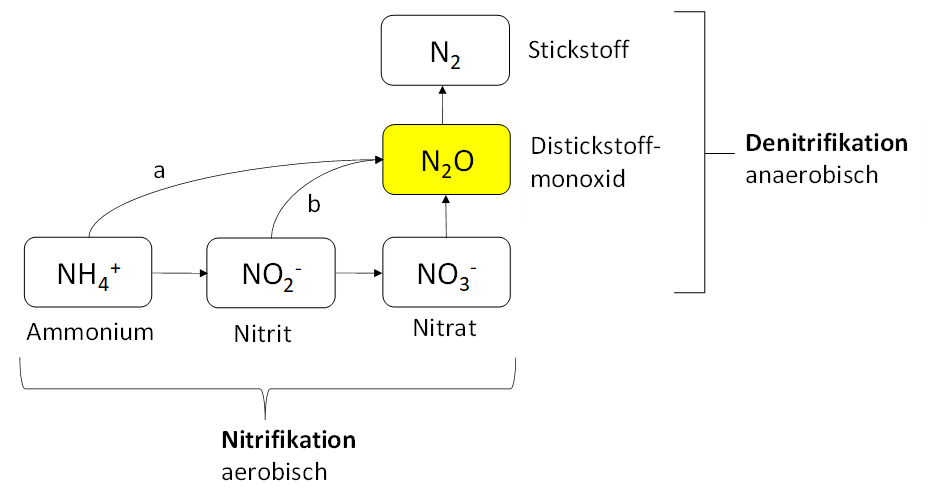
Mikrobielle Wege der Distickstoffmonoxid-Produktion.
(a) Distickstoffmonoxid-Produktion durch Nitrifikation über Hydroxylamin
(b) Distickstoffmonoxid-Produktion durch Nitrifikanten-Denitrifikation

Distickstoffmonoxid wird in erster Linie als Nebenprodukt natürlich ablaufender Prozesse, zum Beispiel im Zuge der bakteriellen Nitrifikation gebildet und in die Atmosphäre freigesetzt. Als Nebenprodukt bei von Menschen verursachten Prozessen wird Distickstoffmonoxid nicht nur bei Verbrennungsvorgängen, sondern auch durch intensiv betriebene Landwirtschaft freigesetzt. Für den von Menschen verursachten Distickstoffmonoxidausstoß ist vor allem der zunehmende Einsatz von stickstoffhaltigen Düngemitteln in der Landwirtschaft verantwortlich. Verglichen mit der konventionell betriebenen Landwirtschaft entstehen bei der ökologischen Landwirtschaft rund 40 % weniger Distickstoffmonoxid pro Hektar.
Die Abwasserbehandlung in Kläranlagen kann zum Beispiel durch ein Ammonium-Oxidationsverfahren zu einer Quelle für Distickstoffmonoxid werden. In der Belüftungsphase kann Distickstoffmonoxid durch Ammonium oxidierende Bakterien über die Oxidation von Hydroxylamin oder durch die Reduktion von Nitrit, die sogenannte Nitrifikanten-Denitrifikation, gebildet werden. In der anaeroben Phase kann Distickstoffmonoxid als Nebenprodukt entstehen. In der Schweiz sind die Kläranlagen für rund 20 % der schweizweiten Distickstoffmonoxid-Emissionen verantwortlich.
| Quellen für Distickstoffmonoxid                           | globale Emission [106 t/a] |
| --------------------------------------------------------- | -------------------------- |
| natürliche Quellen                                        | 6,6–12,2                   |
| • Ozeane/Seen                                             | 2,0–4,0                    |
| • natürliche Böden                                        | 4,6–8,2                    |
| anthropogene Quellen                                      | 1,4–6,5                    |
| • Verbrennung von Biomasse                                | 0,2–2,4                    |
| • Einsatz von künstlichen Düngern (Böden und Grundwasser) | 1,0–3,6                    |
| alle Quellen 1                                            | 8,9–18,7                   |

Stickstoffdünger wird unter bestimmten Bedingungen in Distickstoffmonoxid umgewandelt. Dabei wird normalerweise N2O im Boden enzymatisch abgebaut. Bei dem ablaufenden biochemischen Prozess spielt das kupferhaltige Enzym Distickstoffmonoxid-Reduktase eine wichtige Rolle, da es N2O zu N2 umsetzt (→ Denitrifikation). Dieses Enzym reagiert auf Sauerstoff empfindlich und fällt in der Reaktionskette häufig aus. Deshalb werden große Mengen an N2O aus gedüngten Ackerflächen freigesetzt. So werden beim Anbau von Energiepflanzen, wie Raps, bedingt durch die verstärkte Düngung, insbesondere im Winter, größere Mengen Distickstoffmonoxid freigesetzt. Die N2O-Emissionen aus dem Rapsanbau entsprechen dabei denen des sonstigen Feldbaues. Dadurch ist – bezogen auf die N2O-Emissionen – die Klimabilanz des Raps negativer als die von Benzin.
Diesen Quellen steht als Senke insbesondere der photochemische Abbau in der Stratosphäre mit etwa 20,5·106 t/a gegenüber.
{\displaystyle \mathrm {N_{2}O+h\nu \longrightarrow N_{2}+O} }
{\displaystyle \mathrm {N_{2}O+O\longrightarrow N_{2}+O_{2}} }
{\displaystyle \mathrm {N_{2}O+O\longrightarrow 2\ NO} }
Die Mengen, die zusätzlich durch Aufnahme in Böden und von aquatischen Mikroorganismen abgebaut werden, sind nicht bekannt.

### Abiotische Prozesse
Distickstoffmonoxid kann sich unter bestimmten Bedingungen abiotisch an Festkörperoberflächen bilden. Erstmals wurde dies an einem Salzsee in der Antarktis beobachtet. Die Reaktion zu Distickstoffmonoxid ist neben dem Vorkommen von nitrat- oder nitrithaltigen Stoffen auch von der Verfügbarkeit von Eisenmineralien abhängig und läuft nach folgenden Reaktionen ab:
{\displaystyle {\ce {2 NO3- + 12 Fe2+ + 11 H2O -> N2O + 4 Fe3O4 + 22H+}}}
{\displaystyle {\ce {2 NO2- + 6 Fe2+ + 5 H2O -> N2O + 2 Fe2O3 + 10H+}}}
Es besteht die Möglichkeit, dass die abiotische Distickstoffmonoxidproduktion in der Antarktis in ähnlicher Weise auch auf dem Mars und anderen extraterrestrischen Objekten sowie Exoplaneten stattfindet.

## Eigenschaften

### Physikalische Eigenschaften
Distickstoffmonoxid ist ein diamagnetisches Gas, das in kaltem Wasser gut löslich ist. Bei 0 °C löst sich das Gas im Volumenverhältnis 1 : 1,305 in flüssigem Wasser, bei 25 °C immer noch im Verhältnis 1 : 0,596. Es ist dem annähernd gleich schweren, isoelektronischen Kohlenstoffdioxid in seinen physikalischen Eigenschaften wie der Dichte der kondensierten Flüssigkeit oder Schmelz- und Siedepunkt sehr ähnlich. Aus neutralen wässrigen Lösungen lässt sich bei tiefen Temperaturen ein kristallines Gashydrat ausscheiden, in dem auf jedes Distickstoffmonoxid-Molekül 5,75 Wassermoleküle kommen. Unter erhöhtem Druck weist Distickstoffmonoxid eine sehr gute Löslichkeit in Fetten auf. Die Standardbildungsenthalpie ΔfH0g beträgt + 82,10 kJ/mol (metastabil), die Standardenthropie S0g, 1 bar: 219,96 J/(mol · K).

### Molekulare Eigenschaften
Das Distickstoffmonoxidmolekül ist linear gebaut und lässt sich wie folgt durch zwei mesomere Resonanzstrukturen darstellen:
Der Stickstoff-Stickstoff-Bindungsabstand beträgt 112,6 Pikometer und liegt damit zwischen dem einer Stickstoff-Stickstoff-Doppel- und einer Stickstoff-Stickstoff-Dreifachbindung. Die Länge der Stickstoff-Sauerstoff-Bindung beträgt 118,6 Pikometer und liegt damit zwischen dem einer Sauerstoff-Sauerstoff-Einfach- und einer Sauerstoff-Sauerstoff-Doppelbindung.

### Chemische Eigenschaften
Distickstoffmonoxid ist nicht brennbar, kann aber andere Stoffe oxidieren. Daher wirkt es brandfördernd. Kohle, Schwefel und Phosphor brennen in Distickstoffmonoxid wie in Sauerstoff, Gemische mit Wasserstoff oder Ammoniak explodieren bei Zündung.
{\displaystyle {\ce {3 N2O + 2 NH3 -> 4 N2 + 3 H2O}}}
Im Gegensatz zu Sauerstoff reagiert Distickstoffmonoxid mit Stickstoffmonoxid nicht zu braunem Stickstoffdioxid, wodurch sich die beiden Gase unterscheiden lassen. Um andere Stoffe zu oxidieren, benötigt es eine deutlich höhere Temperatur als bei den entsprechenden Reaktionen mit Sauerstoff. Bei der Zündung eines Gasgemisches aus Schwefelkohlenstoff und Distickstoffmonoxid in einer zylindrischen Röhre erzeugt die Reaktion einen hellen Blitz und einem Geräusch, das an einen bellenden Hund erinnert. Als Produkte entstehen elementarer Schwefel, Kohlenstoffdioxid und Stickstoff.
{\displaystyle {\ce {8 N2O + 4 CS2 -> S8 + 4 CO2 + 8 N2}}}
Distickstoffmonoxid ist eine metastabile Verbindung und zerfällt bei etwa 600 °C in seine Elemente:
{\displaystyle \mathrm {2\ N_{2}O\longrightarrow 2\ N_{2}+O_{2}+164{,}20\ kJ} }.
Distickstoffmonoxid kann als Sauerstoff- oder als Stickstoffdonor fungieren, etwa in der Wislicenus-Reaktion, wobei Distickstoffmonoxid mit Natriumamid bei etwa 187 °C zu Natriumazid reagiert.
{\displaystyle {\ce {NaNH2 + N2O -> NaN3 + H2O}}}
Die Reaktion wird in der chemischen Industrie zur Herstellung von Aziden verwendet, die als Sprengstoffe eingesetzt werden.
Distickstoffmonoxid oxidiert 9,10-Dihydroanthracen in Gegenwart eines Ruthenium-Katalysators auf zwei verschiedene Arten. In Gegenwart von Schwefelsäure entsteht ein Anthracen-Derivat, in Benzol als Lösungsmittel in Abwesenheit von Schwefelsäure entsteht ein Anthrachinon-Derivat.
Distickstoffmonoxid agiert als Lewis-Base und kann beispielsweise Wasser aus Komplexen verdrängen:
{\displaystyle \mathrm {[Ru(NH_{3})_{5}H_{2}O]^{2+}+N_{2}O\xrightarrow {\ } [Ru(NH_{3})_{5}N_{2}O]^{2+}+H_{2}O} }
In der oberen Atmosphäre wird Distickstoffmonoxid, dessen Wirkungsquerschnitt stark temperaturabhängig ist, durch Absorption von Sonnenstrahlung mit einer Wellenlänge von etwa 180 bis 240 Nanometern photolysiert, wobei die Quantenausbeute der Photodissoziation gleich eins ist. Bei der Photolyse entstehen molekularer Stickstoff (N2) und angeregter atomarer Sauerstoff (O(1D)).

## Umweltrelevanz
Durch die Lage seiner IR-Absorption in einem atmosphärischen Fenster und seine lange atmosphärische Verweilzeit von 109 Jahren hat Distickstoffmonoxid ein hohes Treibhauspotenzial, zumal sein globales Erwärmungspotenzial (bezogen auf 100 Jahre) 273-mal höher ist als das von Kohlenstoffdioxid. Als drittwichtigstes langlebiges Treibhausgas trägt es erheblich zur globalen Erwärmung bei. Sein Beitrag zur globalen Erwärmung über den Treibhauseffekt beträgt knapp 10 %. Seine Emissionen durch Denitrifikation von stickstoffhaltigem Dünger machen beispielsweise beim Anbau von Ölsaaten für Biokraftstoffe deren Beitrag zum Klimaschutz vollständig zunichte.

Flüsse von Distickstoffmonoxid nach Quellen in Millionen Tonnen Stickstoff pro Jahr für die Dekade von 2007 bis 2016
Anthropogene Quellen
Natürliche Quellen
Natürliche Senken Andere Flüsse: Blitzschlag und atmosphärische Produktion, Bodenoberflächensenken, Klimawandel, steigende CO_{2}-Konzentration, Abholzung von Wäldern.
Wissenschaftler veröffentlichten 2020 eine umfassende Quantifizierung der globalen Quellen und Senken des Treibhausgases und berichteten, dass die vom Menschen verursachten Emissionen in den letzten vier Jahrzehnten um 30 % gestiegen sind und die Hauptursache für den Anstieg der atmosphärischen Konzentrationen sind, wobei das jüngste Wachstum die höchsten prognostizierten Emissionsszenarien des IPCC übertrifft.

Durch seinen Abbau in der Stratosphäre erhöht Distickstoffmonoxid dort die Konzentration von NOx, das katalytisch Ozon abbaut. Die Oxidation von Distickstoffmonoxid stellt die hauptsächliche Quelle für Stickoxide und Salpetersäure in der Stratosphäre dar. Zu einem kleineren Teil stammen diese aus der Ionisation von molekularem Stickstoff durch energiereiche Teilchen sowie den Emissionen von Flugzeugen. Unter den anthropogenen ozonschädlichen Emissionen ist Distickstoffmonoxid mittlerweile bedeutender als alle Fluorchlorkohlenwasserstoffe (FCKW) zusammen. Im Gegensatz zu den FCKW fällt Distickstoffmonoxid nicht unter die Beschränkungen des Montreal-Protokolls. Der Ozonabbau erfolgt über die Bildung von Stickstoffmonoxid, das in katalytischen Zyklen Ozon abbaut:
{\displaystyle \mathrm {N_{2}O+O{(^{1}D)}\xrightarrow {\ } 2\ NO} }
Katalytischer Zyklus:
{\displaystyle \mathrm {NO+O_{3}\ \xrightarrow {\ } O_{2}+NO_{2}} }
{\displaystyle \mathrm {NO_{2}+O\ \xrightarrow {\ } O_{2}+NO} }
Gesamtreaktion:
{\displaystyle \mathrm {O+O_{3}\ \xrightarrow {\ } 2\ O_{2}} }
Die mittlere troposphärische Distickstoffmonoxidkonzentration stieg zwischen 1980 und 2020 von 301 auf 333 ppb an. Damit erreichte sie den höchsten Wert in den letzten 800.000 Jahren. Im Jahr 2020 betrug die Wachstumsrate 1,33 ppb pro Jahr, im Vergleich dazu lag sie im Jahrzehnt von 2000 bis 2009 noch bei 0,76 ppb pro Jahr.

## Verwendung

### Narkosemittel

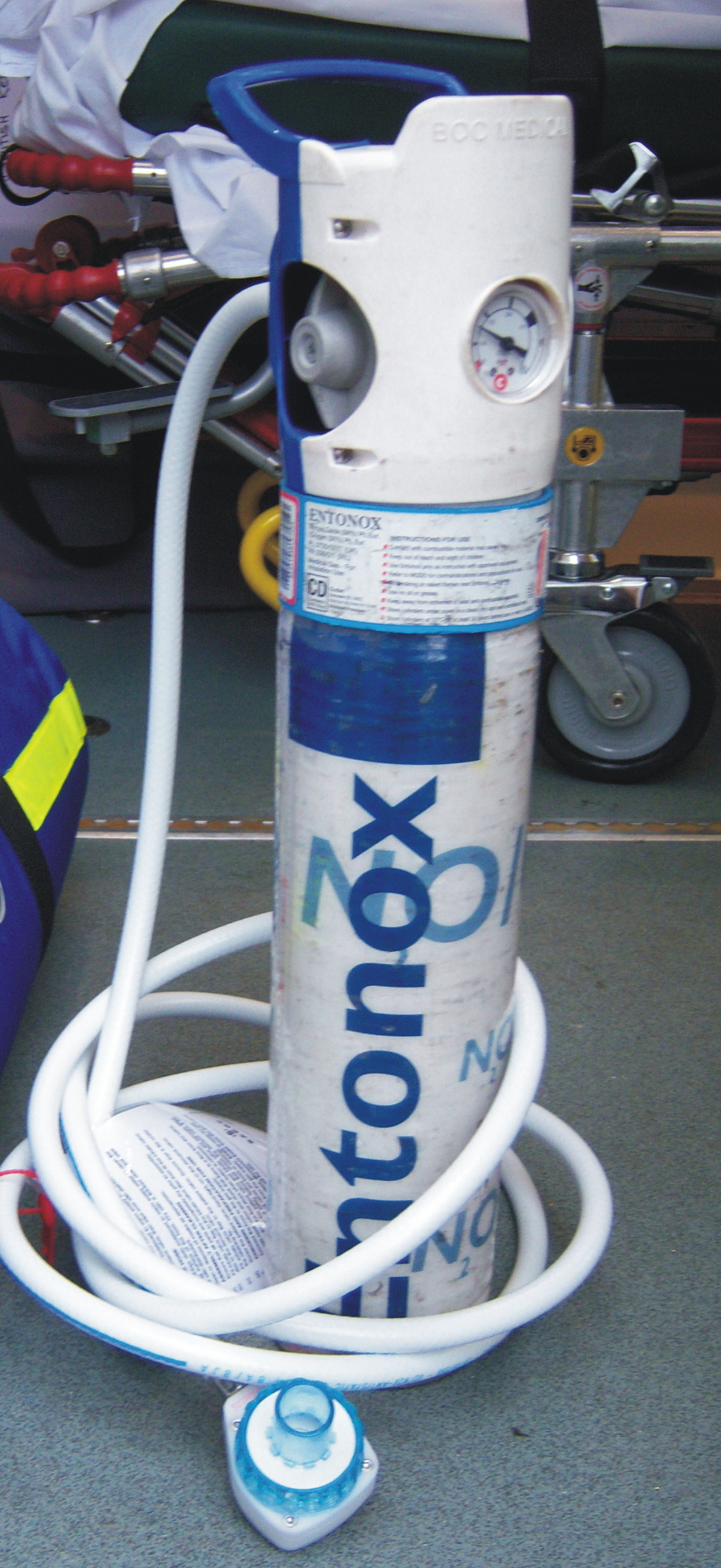
Mobiles System zur Applikation eines N_{2}O-Sauerstoff-Gemisches

In der Medizin wird Distickstoffmonoxid seit 1844 ein regelmäßig eingesetztes schmerzlinderndes Gas zur Narkose oder in der fixen Kombination von 50 % Distickstoffmonoxid und 50 % Sauerstoff (MEOPA) zur Schmerzbehandlung bei kurzen, mäßig schmerzhaften chirurgischen Eingriffen eingesetzt. Es ist ein relativ schwaches Anästhetikum und wird hauptsächlich unterstützend eingesetzt. In der modernen Anästhesie wird die Wirkung des Distickstoffmonoxids durch Zugabe anderer Narkosemittel ergänzt. Die Weltgesundheitsorganisation führt Distickstoffmonoxid in der Liste der unentbehrlichen Arzneimittel (23. Liste (2023)) im Kapitel 1.1.1: Inhalative Arzneimittel.
Analgetische, schmerzstillende Effekte treten ab einer Konzentration von etwa 20 % Distickstoffmonoxid in der Atemluft auf. Um eine wirkungsvolle Konzentration von 70 % zu erreichen, wird es, wie zuerst Andrews 1868 erkannt hatte, zusammen mit reinem Sauerstoff verabreicht. Vorteilhaft ist, dass das Gas rasch an- und abflutet (geringer Blut/Gas-Verteilungskoeffizient), die Narkose dadurch gut steuerbar ist und keine oder geringe Atemdepression auftritt. Das Gas wird hauptsächlich wieder über die Lungen ausgeschieden, ein geringer Teil diffundiert durch die Haut. Problematisch kann die Diffusion von Distickstoffmonoxid in luftgefüllte Körperhohlräume werden, hierbei kann es zur Diffusionshypoxie in der Lunge kommen. Dabei verdrängt Distickstoffmonoxid den Sauerstoff aus den Lungenbläschen. Dies wird durch Sauerstoffinhalation vermieden.
Der medizinische Gebrauch von Distickstoffmonoxid als Narkosemittel ist seit langem deutlich rückläufig. Es wurde als geeignet zur Selbstapplikation bei schwachen und mittleren Schmerzen bezeichnet. So wird es heute unter anderem in der Geburtshilfe zur Verringerung der Wehenschmerzen wieder eingesetzt. Ab 1878 hatte bereits der Arzt St. Kjilkowitsch aus Petersburg Distickstoffmonoxid erfolgreich in der Geburtshilfe eingesetzt. Die Wirkung von Distickstoffmonoxid ist nur kurz, bereits nach ungefähr 15 Minuten sind keine Wirkungen mehr wahrnehmbar. Distickstoffmonoxid kann aufgrund der schmerzstillenden Wirkung in der Anästhesie zur Durchführung einer Vollnarkose dem Gasgemisch beigefügt werden, wo es den Verbrauch der inhalativen Anästhetika stark reduziert.
Vor dem Hintergrund alternativer Narkoseverfahren, verbesserter Gerätetechnik wie etwa die low-flow-Anästhesie und erhöhter Vigilanz bezüglich möglicher Umweltbelastungen (Treibhausgas) wird seit Ende der 1990er Jahre erheblich weniger Distickstoffmonoxid in der Anästhesie verwendet. Halogenierte Anästhetika, etwa Flurane wie Isofluran, Desfluran und Sevofluran, weisen jedoch ebenfalls ein hohes Ozonabbaupotenzial und ein hohes Treibhauspotenzial auf. Aus medizinischer Sicht ist gegen die Verwendung von Distickstoffmonoxid als Narkosemittel nichts einzuwenden. In der Zahnmedizin ist Distickstoffmonoxid seit Jahrzehnten als sogenannte titrierbare Lachgassedierung ein bewährtes Mittel, das vor allem bei Kindern und ängstlichen Patienten oder bei starkem Würgereiz Anwendung findet. Nebenwirkungen sind bei korrekter Verabreichung selten.
Außerdem wird Distickstoffmonoxid bei der Kryoablation als flüssiges Kühlmittel eingesetzt und in den Kryoballonkatheter geleitet. Dort verdampft es und entzieht dem umliegenden Gewebe Wärme. Durch die Eisbildung werden die betroffenen Herzmuskelzellen zerstört.

### Verwendung als Droge

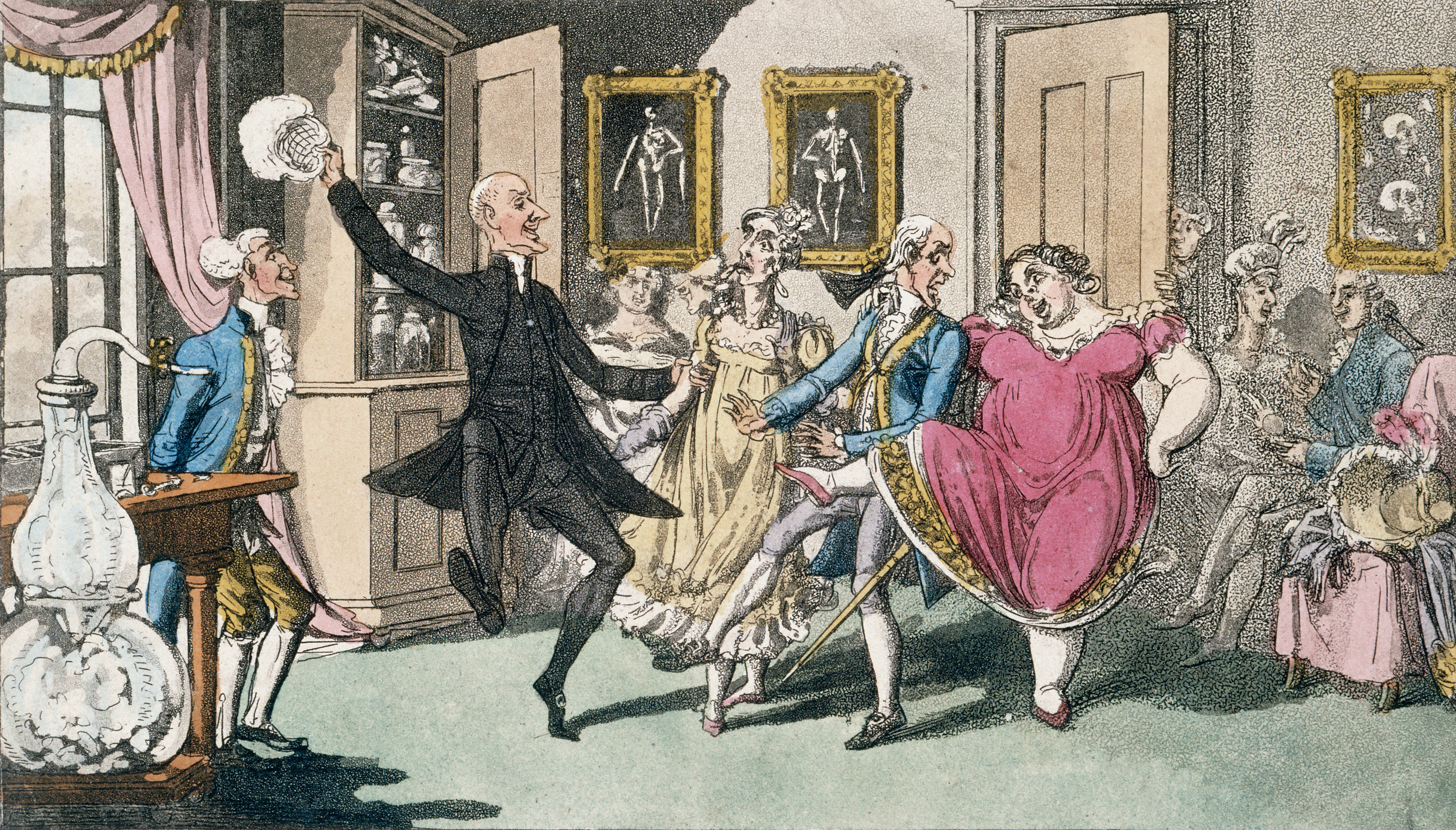
Karikaturistische Darstellung einer Lachgasparty (1820)

Distickstoffmonoxid findet wegen seiner dissoziativen Wirkung und der leichten Verfügbarkeit Verwendung als Rauschmittel. Der Rausch dauert etwa 30 Sekunden bis 3 Minuten an. Es kommt zu dissoziativen Effekten, starker Veränderung der Geräuschwahrnehmung (Echo, Verzerrung), Kribbeln in den Gliedmaßen, Entspannung der Muskeln, traumartigen Halluzinationen und Wohlempfinden, mitunter auch Euphorie und Lachzwängen. Bei häufigem Konsum besteht die Gefahr des Vitamin-B12-Mangels. Wiederholt kam es bei dieser Anwendung auch zu Todesfällen.
In den Niederlanden hat die Zahl schwerer Verkehrsunfälle unter Distickstoffmonoxideinfluss stark zugenommen. Distickstoffmonoxid war dort nach Alkohol die bei Schülern meistkonsumierte Rauschdroge. Dies führte dazu, dass am 1. Januar 2023 in den Niederlanden ein Verbot von Distickstoffmonoxid in Kraft gesetzt wurde. Distickstoffmonoxid steht seit diesem Zeitpunkt auf der Liste II des Opiumgesetzes, was bedeutet, dass es dann unter anderem verboten ist, „innerhalb oder außerhalb des Hoheitsgebiets der Niederlande Distickstoffmonoxid zu verbringen, zu verkaufen oder zu besitzen.“ Der gewerbliche Einsatz von Distickstoffmonoxid für medizinische und technische Zwecke ist zulässig, ebenso die Verwendung von Distickstoffmonoxid als Zusatz zu Lebensmitteln.
Im Vereinigten Königreich unterlag Distickstoffmonoxid dem Psychoactive Substances Act 2016. Damit war es illegal, Distickstoffoxid herzustellen oder einzuführen, der Besitz war jedoch bis dahin nicht strafbar. Seit dem 8. November 2023 wird es als Droge der Klasse C gemäß dem Misuse of Drugs Act 1971 eingestuft, wonach schon der Besitz von Distickstoffmonoxid eine Straftat ist.
In Deutschland ist Distickstoffmonoxid als Partydroge verbreitet. Es ist in Kartuschen abgefüllt in Automaten und an Kiosken erhältlich. In der Politik wird ein Verkaufsverbot an Jugendliche diskutiert. Im Juli 2025 wurde ein Gesetzentwurf zum Erwerbs- und Besitzverbot von Distickstoffmonoxid für Kinder und Jugendliche beschlossen.

### Nahrungsmitteltechnik
In der Nahrungsmitteltechnik wird Distickstoffmonoxid als zugelassener Lebensmittelzusatzstoff (E 942) aufgrund seiner guten Fettlöslichkeit unter Druck als Treibgas benutzt, vorzugsweise für Milchprodukte, zum Beispiel zum Aufschäumen (statt Schlagen) von Schlagsahne.

### Verwendung in der Analytik
In der Atomabsorptionsspektrometrie (AAS) wird bei der Flammen-AAS zum Teil Distickstoffmonoxid anstelle von Luft in einer Acetylen-Flamme zur Erzeugung höherer Temperaturen (2800 °C) verwendet. In der Katalyseforschung wird Distickstoffmonoxid bei der Frontalchromatographie angewendet, um die katalytisch wirksame Kupferoberfläche zu bestimmen.

### Raketentechnik
In der Raketentechnik, etwa in Hybridraketen wie dem SpaceShipOne, wird Distickstoffmonoxid als Oxidator eingesetzt. Der Vorteil liegt darin, dass es sich ohne Kühlung durch Druck verflüssigen lässt. Daher wird für den Einsatz in solchen Triebwerken nur ein Drosselventil benötigt, jedoch keine Kraftstoffpumpe oder aufwändige Kryotechnik.

### Antriebstechnik

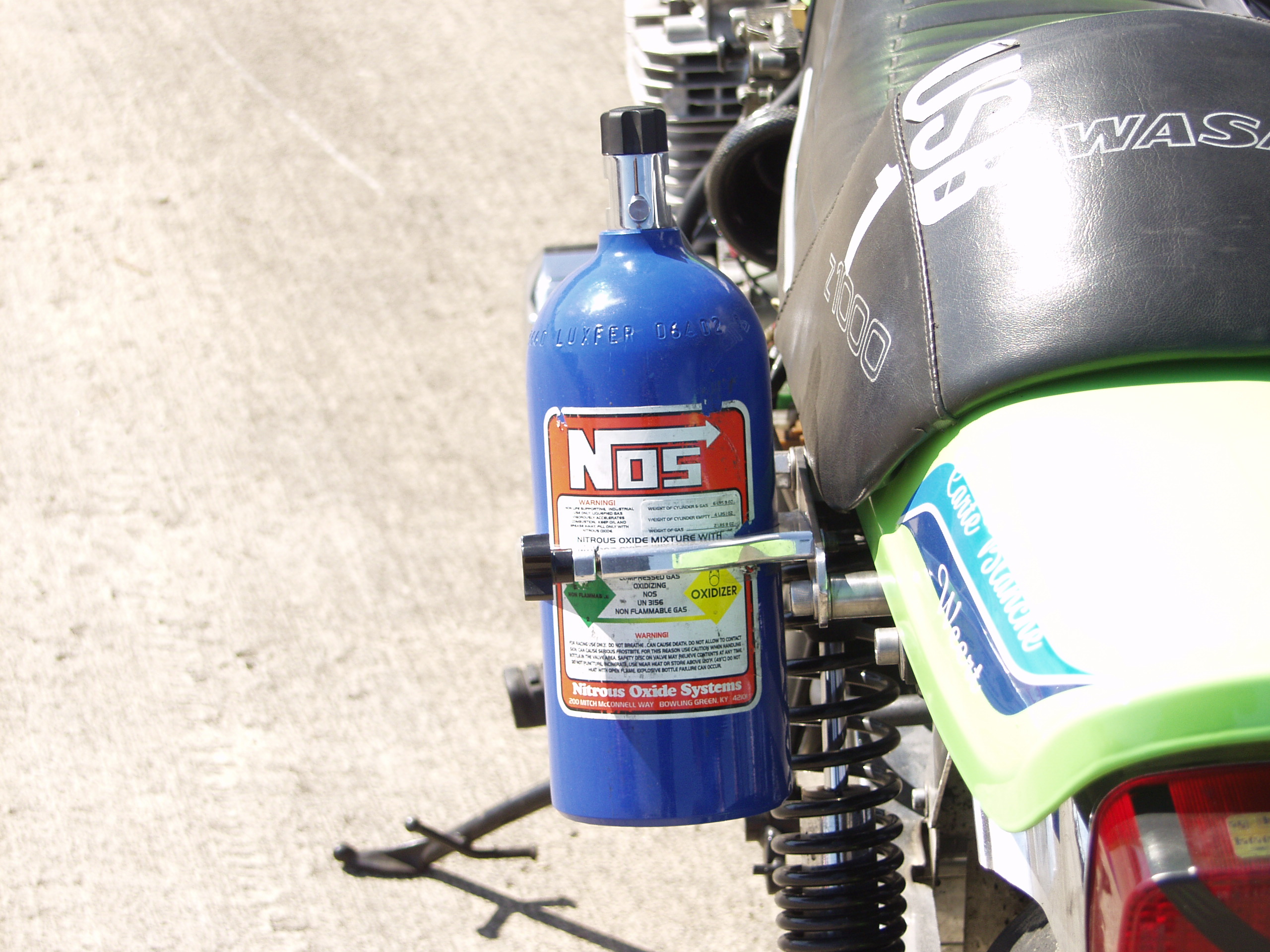
Lachgasbehälter an einer Kawasaki

In der Antriebstechnik, etwa bei PKW, wird Distickstoffmonoxid zur Steigerung der Motorleistung von Ottomotoren verwendet, da es mehr Sauerstoff enthält als Luft. Diese sogenannte Lachgaseinspritzung erfordert nur relativ geringe konstruktive Änderungen am Motor und kann seine Leistung kurzfristig um etwa 20 bis 50 % steigern. Das Distickstoffmonoxid wird dabei aus Druckbehältern in den Ansaugtrakt geblasen. Dieses Tuning ist vor allem in den USA verbreitet, seine Verwendung im öffentlichen Straßenverkehr ist aber sowohl dort als auch in Deutschland verboten (mit Ausnahme einer Anlage mit ABE) und den meisten anderen Ländern nur eingeschränkt erlaubt. Die bekanntesten Hersteller von Distickstoffmonoxideinspritzungen sind Nitrous Oxide Systems, NX und Venom sowie ZEX. Im Zweiten Weltkrieg wurden Flugmotoren auf diese Weise in ihrer Leistung gesteigert. Durch das sogenannte GM-1 wurde nicht nur die Motoraufladung verbessert, die Ladeluftkühlung durch die Verdampfung des verflüssigten Distickstoffmonoxids erhöhte auch den thermodynamischen Wirkungsgrad.

## Toxikologie
Besondere Gefahren bestehen beim Gebrauch als Rauschmittel: Wird Distickstoffmonoxid pur – z. B. aus abgefüllten Ballons – inhaliert, können als Folgen Dysphorie, Verwirrtheit, Übelkeit, Kopfschmerzen, Schluckauf und Blutdruckabfall auftreten. Bei hohen Mengen kommt es zu einer Unterversorgung des Blutes mit Sauerstoff (Hypoxämie), in deren Folge Kreislaufstillstand, schwere Lähmungen bis hin zur Querschnittslähmung, Hirnschäden und der Tod möglich sind. Falls Distickstoffmonoxid direkt aus dem Gasbehälter eingeatmet wird, kann es zu Erfrierungserscheinungen durch den Joule-Thomson-Effekt an Lippen, Kehlkopf und Bronchien aufgrund der Kälte des Gases kommen. Deshalb werden meist abgefüllte Ballons verwendet.
Unter Anwendung von Distickstoffmonoxid kann es zur Störung der Wirkung von Vitamin B12 und Folsäure kommen und damit zu den Folgen einer perniziösen Anämie. Distickstoffmonoxid oxidiert im Körper Vitamin B12, welches dann als Co-Enzym dem Enzym Methionin-Synthase nicht mehr zur Verfügung steht. So kommt es bei einer Anwendung von Distickstoffmonoxid von über sechs Stunden zu einer Funktionsabnahme der Methionin-Synthase, die für die Produktion vieler wichtiger Proteine wichtig ist. Bei Anwendung bei Patienten mit schweren Störungen der Herzmuskelfunktion besteht die Gefahr von unerwünschten Wirkungen auf das Herz- und Blutgefäßsystem, zumal Stickoxydul zu einer zentralen Aktivierung efferenter Sympathikusfasern führt. Zudem kann Distickstoffmonoxid den pulmonalen Gefäßwiderstand steigern.

## Nachweis
Für den Nachweis von Distickstoffmonoxid werden chromatographische, spektroskopische und amperometrische Analysenmethoden verwendet. Weit verbreitet ist der Nachweis mittels Gaschromatographie mit einem Elektroneneinfangdetektor. Weiterhin wird die FTIR-Spektrometrie eingesetzt sowie die elektrochemische Bestimmung mittels amperometrischer Sensoren, wobei die Distickstoffmonoxid-Konzentration durch eine Strommessung, der bei der Reduktion von Distickstoffmonoxid an einer Elektrode entsteht, bestimmt wird.